# Union des paysans de Lettonie
L'Union des paysans de Lettonie (en letton Latvijas Zemnieku savienība, LZS) est un parti politique de Lettonie créé en 1917, interdit en 1934 puis recréé en 1990.

## Histoire
Depuis 2002, l'Union des paysans de Lettonie fait partie de la coalition Union des verts et des paysans. 